# وليم تيرينس ماكجراتان
وليم تيرينس ماكجراتان (بالإنجليزية: William McGrattan)‏ (و. 1956  م) هو كاهن كاثوليكي  كندي، ولد في لندن.

## مناصب
تولى منصب
- الأسقف الروماني الكاثوليكي لكالغاري ‏ منذ 4 يناير 2017[3]
- Roman Catholic Bishop of Peterborough ‏ 8 أبريل 2014–4 يناير 2017[3][4]
- أسقف كاثوليكي منذ 12 يناير 2010[5]
- أسقف من غير أبرشية  [لغات أخرى]‏ 6 نوفمبر 2009–8 أبريل 2014[3]
- أسقف مساعد  [لغات أخرى]‏ 6 نوفمبر 2009–8 أبريل 2014[3]

.

## التعليم
تعلم في الجامعة الغريغورية الحبرية، وتعلم في إكليريكية القديس بطرس ‏، وتعلم في جامعة ويسترن أونتاريو، وتعلم في King's University College, University of Western Ontario ‏
.